# Martin Woodroffe
Martin Woodroffe (Cardiff, Reino Unido, 8 de septiembre de 1950) es un nadador británico retirado especializado en pruebas de estilo mariposa, donde consiguió ser subcampeón olímpico en 1968 en los 200 metros.

## Carrera deportiva
En los Juegos Olímpicos de México 1968 ganó la medalla de plata en los 200 metros mariposa, con un tiempo de 2:09.9 segundos, tras el estadounidense Carl Robie y por delante del también estadounidense John Ferris.